# Cima Brenta
Cima Brenta (do roku 1918 nazývaná také Kaiser-Franz-Josefs-Spitze) s nadmořskou výškou 3151,7 m je nejvyšším vrcholem hoské skupiny Brenta, pohoří v Jižních vápencových Alpách v italské provincii Trentino. Hora je oblíbeným cílem horolezců díky snadné dostupnosti z okolních horských chat, nepříliš náročným výstupům a atraktivním panoramatickým výhledům. Díky své výšce a mohutnému vzhledu dominuje údolí Val Brenta na západě. Na Cimu Brentu poprvé vystoupili v srpnu 1871 angličtí horolezci Douglas William Freshfield a Francis Fox Tuckett, které z Campiglia vedl Henri Dévouassoud ze Chamonix.

## Poloha
Cima Brenta leží uprostřed horské skupiny Brenta a je částečně obklopena ledovci. Na severu sahá ledovec Vedretta di Brenta inferiore až těsně pod vrchol, na západě leží Vedretta di Brenta superiore a na jihu Vedretta dei Brentei. Drsnou oblast kolem Cimy Brenty tvoří četné vrcholy, skalnaté útesy, ale i větší hory. Nejvýznamnější vrcholy se nacházejí na severu, kde je od sebe odděluje křižovatka cest Bocca del Tuckett (2849 m), Cima Sella (2919 m), Campanile di Vallesinella (2940 m) a 2988 m vysoká Cima Falkner. Na jihu, odděleny vrcholem Bocca dei Massodi ve výšce 2790 metrů, se nacházejí vrcholy Cima Molveno (2915 metrů), Torre di Brenta (3014 metrů) a Cima Brenta Alta (2960 metrů). Asi 3,5 kilometru jihozápadně leží 3133 metrů vysoký vrchol Cima Tosa, která byla až do roztátí ledovce byla s 3173 metry nejvyšší horou v pohoří Brenta. Na západě se podél hřebene zvedá 3033 metrů vysoká hora Cima Mandron. Na východě spadá Cima Brenta téměř kolmo do údolí Val delle Seghe s 600 metrů vysokou východní stěnou, zatímco západní hřeben se svažuje do údolí Val Brenta. Nejbližšími městy jsou Madonna di Campiglio v údolí Campiglio, vzdálené 7,5 km vzdušnou čarou na severozápadě, Molveno u jezera Lago di Molveno, vzdálené asi 6,5 km na jihovýchodě, a San Lorenzo in Banale, vzdálené asi 12 km na jih.

## Fotogalerie

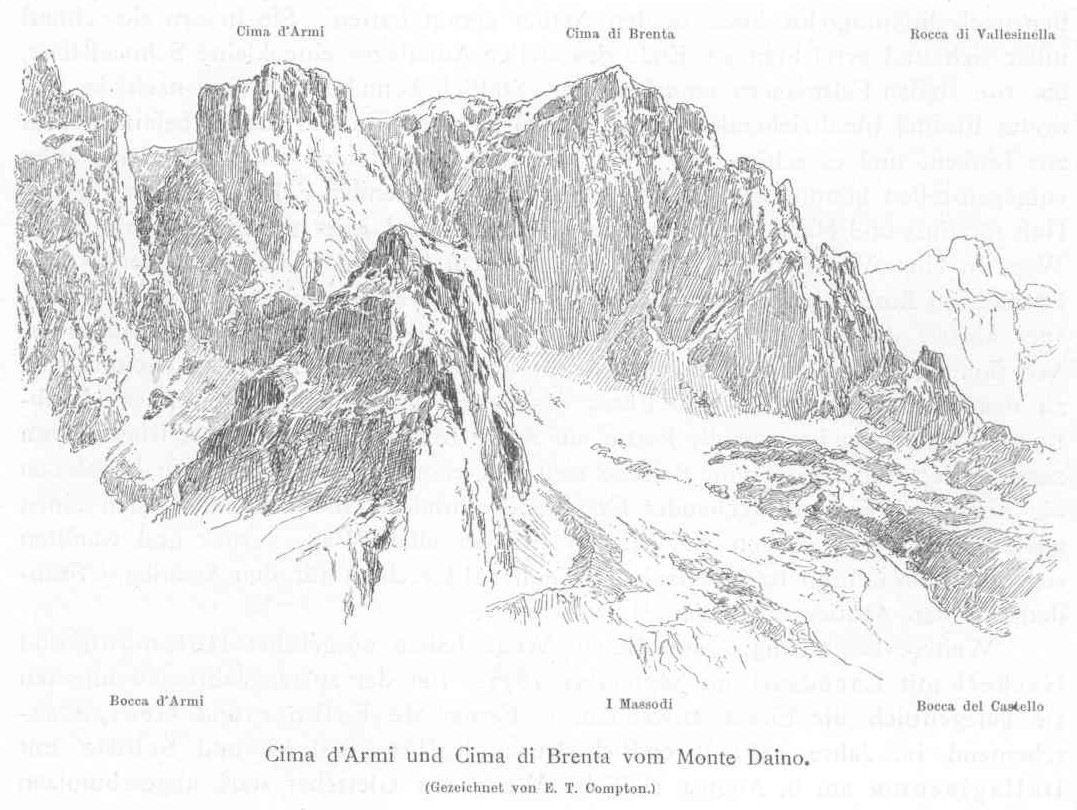
Pohled z východu na kresbě E.T.Comptona
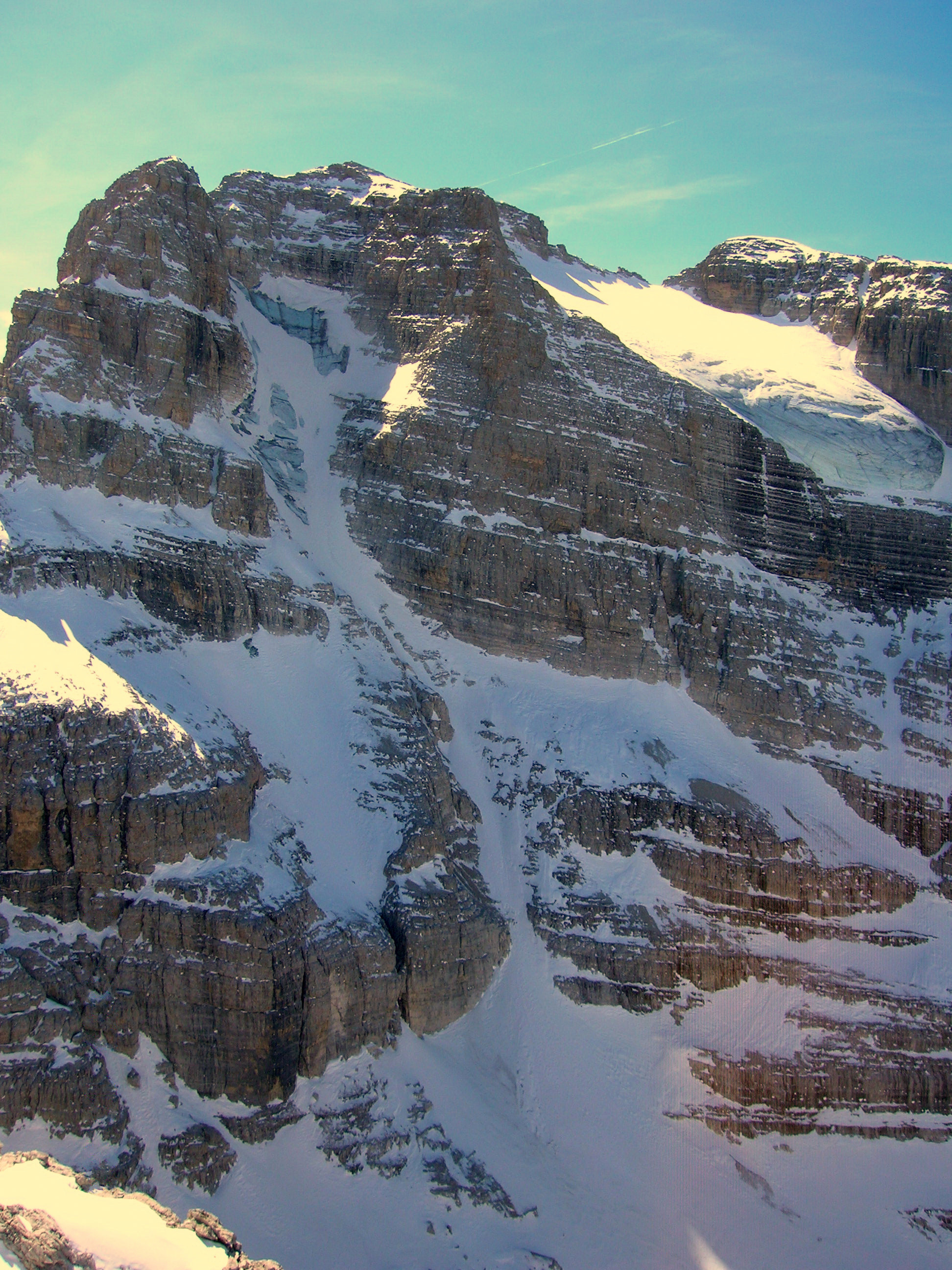
Cima Brenta - pohled od severu
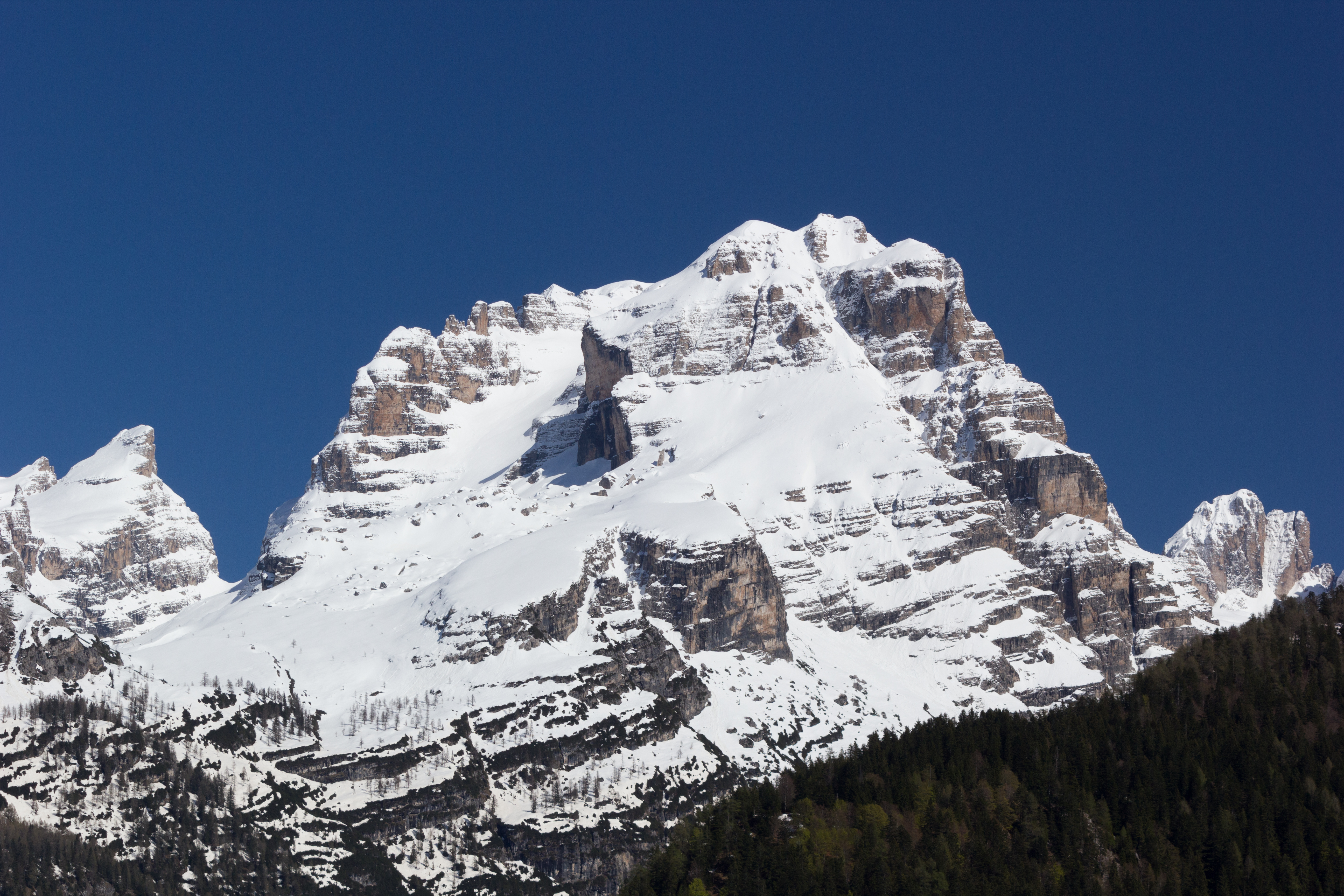
Cima Brenta